# ルキウス・カエキリウス・メテッルス・デンテル
ルキウス・カエキリウス・メテッルス・デンテル (ラテン語: Lucius Caecilius Metellus Denter、紀元前320年 - 紀元前283年) は、共和政ローマ時代の軍人、政治家。

## 略歴
紀元前284年には執政官に就任、翌年はプラエトルを務めた。ポリュビオスによれば、10年ぶりにガリア人が軍を率いてアッレティウム（現アレッツォ）を包囲した。救援に赴いたローマ軍はガリア軍を攻撃したが敗北し、デンテルは命を落としたという（アレティウムの戦い）。デンテルの後任にはマニウス・クリウス・デンタトゥスが選出され、捕虜交換を申し出たものの断られたため、ローマ軍は彼らを攻撃して彼らの領地から追い出したという。
デンテルはおそらく紀元前251年と247年に執政官を務めたルキウス・カエキリウス・メテッルスの父親であり、後者は Caecilius L. f. C. n. Metellus と認知された。この L. f. C. n. が「ルキウスの息子でありガイウスの孫」という意味であれば、デンテルの父親は恐らくガイウス・カエキリウス・メテッルスであろう。別の解釈では、恐らく紀元前316年に護民官を務めたであろう、クイントゥス・カエキリウスの息子か甥という事になるが、ブロートンの The Magistrates of the Roman Republic にも、『ギリシア・ローマ伝記神話辞典』にも、それらしき人名は見当たらない。